# Sylwester Szromek
Sylwester Szromek (ur. 23 grudnia 1885 w Zgoniu, zm. 27 kwietnia 1940 w Twerze) – przodownik Policji Województwa Śląskiego, jedna z ofiar zbrodni katyńskiej.

## Życiorys
Urodził się we wsi Zgoń (obecnie dzielnica Orzesza jak syn Franciszka i Katarzyny z domu Kurpas. Miał 4 siostry i 3 braci. W czasie I wojny światowej walczył jako żołnierz w armii pruskiej. W latach 1905–21 pracował w hucie Silesia w Lipinach.
W okresie od 5 października 1920 do 25 lutego 1921 był członkiem Komitetu Plebiscytowego w Chropaczowie. OD 25 lutego 1921 do 25 czerwca 1922 był członkiem Policji Plebiscytowej. Po plebiscycie został policjantem Policji Województwa Śląskiego - najpierw w Piaśnikach, później w Chropaczowie, następnie znów w Piaśnikach. 1 października 1922 otrzymał awans na Starszego Posterunkowego, a 31 marca 1939 został przodowym Policji Województwa Śląskiego. Otrzymał Krzyż na Śląskiej Wstędze Waleczności i Zasługi (II klasa) oraz Medalem Dziesięciolecia Odzyskanej Niepodległości.
Na rozkaz Dowództwa Garnizonu Województwa Śląskiego we wrześniu 1939 r. wraz z całym Garnizonem Policji Górnośląskiej znalazł się na wschodnich krańca Polski w Tarnopolu. 17 września 1939 r. po agresji ZSRR na Polskę w 1939 roku znalazł się w niewoli radzieckiej w specjalnym obozie NKWD w Ostaszkowie (nr obozowy 1797). Zamordowany strzałem w tył głowy przez NKWD (nr rozkazu 051/1) 27 kwietnia 1940 roku jako jedna z ofiar zbrodni katyńskiej w Twerze. Pochowany w Miednoje.
4 października 2007 roku Sylwester Szromek został pośmiertnie awansowany na stopień aspiranta Policji Państwowej.